# Víctor Sagi i Vallmitjana
Víctor Sagi i Vallmitjana   (Barcelona, 13 de febrer de 1921 - Barcelona, 28 de novembre de 2014) fou un empresari de publicitat.
Fou fill del jugador de futbol del FC Barcelona Emili Sagi i Liñán (qui era conegut com a Sagi-Barba), i net del baríton barceloní Emili Sagi i Barba. Per part de mare fou net de l'orfebre, pintor i escriptor Juli Vallmitjana i Anna Maria Vallès i Ribó, concertista de piano. La família va haver de marxar d'Espanya l'any següent de començada la guerra civil espanyola, anant a viure a l'abril de 1937 a París i després a Orà, el febrer de 1939, on Víctor Sagi va crear el seu primer negoci, amb 17 anys.
Es va casar en primeres núpcies amb Margarida Montplet i Floj el 16 de novembre de 1941, ja de tornada a Espanya. Ella era filla de Francesc Montplet i Prunés, un important empresari del sector dels perfums, i dels alcohols destil·lats. Víctor Sagi va entrar a treballar com a cap de vendes a l'empresa de la família Montplet, donant per acabada la relació laboral l'any 1948, any en què gestiona l'exclusivitat de la publicitat estàtica amb el FC Barcelona. Un dels fills del matrimoni, Víctor Sagi i Montplet, és un famós navegant i antic pilot de motociclisme i automobilisme català. Margarida Montplet va morir el dia 21 de gener de l'any 2000. En segones núpcies es va casar amb Emma Martinell i Gifre. Va ser distingit amb el premi Grande de la Publicidad de l'Agrupació de Joves Espanyols Publicitaris (1970), juntament amb Manuel Fraga Iribarne i Pere Prat Gaballí.

## Empresari
Va ser fundador d'un important grup empresarial, el Grup Sagi. La primera empresa del grup va ser fundada el 1957, amb el nom de PAN Consejeros de Publicidad, tenint com a soci a Alexandre Cirici i Pellicer, crític d'art, escriptor, polític i pedagog català. L'any 1960 l'empresa es va canviar el nom a l'empresa, que va passar a ser Sagi Consejeros de Publicidad. Aquesta empresa va ser l'encarregada de portar a la Televisió Espanyola al còmic Franz Joham i al realitzador Artur Kaps, quins van engegar els programes d'entreteniment de l'emissora amb el conegut programa Amigos del martes.
Posteriorment va comprar l'empresa de tanques publicitàries RED (1962) i l'empresa associada serigrafia Panorama (1963), l'empresa Estilo (1963), va crear l'agència Publicontrol (1963), l'agència Divisa - Consejeros Asociados de Publicidad (1965, venuda el 1965), la productora de cinema i anuncis publicitaris Producciones World Wide (1964), l'empresa de planificació Instituto DYM (1962), i en 1964 una de les primeres empreses de relacions públiques d'Espanya, Ulled & Sagi, dirigida per Jesús Ulled Murrieta.
L'any 1968 va llançar, juntament amb els periodistes Jaume Arias i Josep Pernau, el Diario Femenino, la primera publicació diària destinada a la dona en el període franquista, des de l'empresa Ilustración, S.A.. El primer número de la revista va sortir al carrer el dia 27 d'octubre de 1968. L'últim l'any 1974, encara en vida del general Franco. Víctor Sagi fou l'editor en el període de 1968 a 1972. La sortida del diari va ser aprovada pel Ministeri d'Informació i Turisme el 12 d'agost de 1967, contravenint l'article 12 de l'Estatut de la Publicitat de 1964 i de l'article 10 de l'Estatut de la Professió Periodística de 1967, sobre la incompatibilitat dels treballs publicitaris i periodístics dels propietaris de l'editora del diari. Curiosament Víctor Sagi havia participat en la redacció de l'Estatut de 1964, quan l'aleshores Ministre de Turisme, Fraga Iribarne, l'javia anomenat membre del Comitè Tècnic Assessor de la redacció de l'avantprojecte, del qual ell n'esdevindria un dels autors més importants.
Va fundar altres empreses, en companyia de membres de la seva família, com ara la Fundació Espanyola de la Vocació l'any 1968, amb el seu fill Víctor Sagi i Montplet i la seva dona Margarida Montplet i Floj. Amb el crític de cinema Josep Sagré i el periodista Joan Munsó i Cabús va fundar l'any 1967 la distribuïdora i productora cinematogràfica Barcino Films.
Successives crisis econòmiques van portar a la suspensió de pagaments l'empresa Víctor Sagi Distribuïdora de Publicitat l'any 1982, arrossegant altres empreses del grup. Aquella crisi dels 1980 va afectar moltes empreses catalanes, a més de les relacionades amb Víctor Sagi, com ara la coneguda Editorial Bruguera, juntament amb una llarga llista d'empreses de tots els sector econòmics: Cemascé, Dispreu, Modulbeton, Humet Hidràulica, la tèxtil Viladomiu, la paperera Torras Hostench i la seva filial Industrial Cartonera, Hilados y Tejidos Puigneró, Banc dels Pirineus, Rocalla, Indústries del Besòs, la paperera Torras Doménech i Comercial de Electrodomésticos Coesa.
L'any 1982, el mateix de la crisi econòmica que va forçar la primera suspensió de pagaments del grup, Víctor Sagi va preparar juntament amb Leopold Pomés la cerimònia d'obertura de la Copa del Món de Futbol de 1982, que es va celebrar a Barcelona.
L'any 1984 Víctor Sagi va veure el seu nom inclòs en el cas Banca Catalana. El març de 1990 l'Audiència de Barcelona va decretar l'arxiu definitiu del sumari contra els antics consellers, en no trobar indicis suficients de delicte.
Víctor Sagi va ser Membre d'Honor de l'Acadèmia de la Publicitat.

## FC Barcelona
Com a publicista va tenir contracte amb el FC Barcelona al llarg de quaranta anys, des de l'any 1948, cedint els drets a TV3 l'any 1989. El primer contracte publicitari amb el club de la seva família fou signat l'any 1930 a favor d'una empresa del seu pare, el jugador Emili Sagi i Liñán (Sagi-Barba). L'empresa es deia Publicidad Sagi-Barba, inicialment una gestora d'anuncis, i va gestionar la publicitat estàtica de l'estadi del club fins a l'any 1936.
La seva estreta relació amb el club de futbol, sent fill d'un jugador, va ser una constant a la seva vida. L'any 1978 s'havien de celebrar eleccions a la presidència del club. Un dels directius del club era l'antic alcalde de Barcelona Joaquim Viola. El 25 de gener de 1978 un grup armat desconegut fins aquell moment, anomenat Exèrcit Popular Català (EPOCA), va agafar com a ostatge a Joaquim Viola, col·locant-li una bomba lligada al pit. L'explosió final de la bomba va ocasionar la seva mort i la de la seva dona. L'endemà, tant Víctor Sagi com Josep Lluís Núñez van presentar candidatura a la presidència del club.
Ambdós candidats, juntament amb altres, van aconseguir les signatures de socis necessàries per a arribar a les eleccions, un mínim de 1.872, sent Víctor Sagi el candidat amb més signatures recollides, la qual cosa feia pensar que seria el següent president de l'entitat. Sobtadament, el 13 d'abril Víctor Sagi va abandonar la cursa electoral, i va donar una roda de premsa que no va deixar clar quins havien sigut els motius del seu abandonament, tot al·legant que el nombre excessiu de candidats implicaria una presidència feble després de les eleccions.
Durant molt de temps van córrer rumors sobre un possible xantatge a Sagi per tal que abandonés la cursa electoral. Per contra, la publicació de la seva biografia, l'any 2011, va apuntar com a explicació uns motius estrictament relacion amb la visió que del club tenia Víctor Sagi. La premsa va recollir aquest fet després de la publicació de llibre.
D'una altra banda, segons algunes el famós eslògan del club, El Barça és més que un club, va ser ideat per una de les empreses de Víctor Sagi, per encàrrec del president del club Agustí Montal i Costa.

## Esports
Les activitats esportives de Víctor Sagi van començar a l'exili d'Orà, on va aprendre a pilotar avions, a jugar futbol, i a participar en competicions d'atletisme, a les quals va obtenir diferents medalles.
Els anuncis on Víctor Sagi es postulava com a candidat a la presidència del FC Barcelona donaven una llista de les seves activitats esportives fins llavors: als 10 anys nedador del Club Natació Barcelona, als 13 subcampió escolar de futbol de Catalunya, finalista de cinc especialitats al Campionat d'Espanya d'Atletisme, campió d'automobilisme d'Espanya i Catalunya als 40 anys, guanyador de les proves Mont-Angel i Montecarlo i altres proves automobilístiques, practicant de tennis, campió de Catalunya de vela esportiva Classe V, juntament amb el seu fill Víctor Sagi i Montplet, practicant de submarinisme,.
Víctor Sagi va ser un reconegut esportista de l'automobilisme, a partir dels anys 1950, com a corredor de ral·lies. L'any 1960 va guanyar el Campionat d'Espanya de Ral·lis d'Asfalt, pilotant un vehicle Porsche 356.
Va guanyar el Rally de les Dues Catalunyes els anys 1960 i 1961.
Va practicar també la navegació esportiva, en regates, amb molts premis.